# Mehkar, Bhalki
Mehkar là một làng thuộc tehsil Bhalki, huyện Bidar, bang Karnataka, Ấn Độ.